# Une mère à la dérive
 (janvier 2025).
Une mère à la dérive (Final Recourse) est un téléfilm américain réalisé par Barbara Stepansky et diffusé en 2014 [Où ?].

## Fiche technique
- Titre original : Final Recourse
- Titre original alternatif : Taken for Ransom
- Réalisation : Barbara Stepansky
- Scénario : Steven Edell et Harvey Fisher
- Photographie : Jayson Crothers
- Musique : Dana Niu
- Langue originale : anglais
- Durée : 90 minutes
- Date de diffusion :
  -  France : 27 mars 2014 sur TF1

## Distribution
- Teri Polo : Brooke Holton
- Chazz Palminteri : Jerry
- Tia Carrere : Michelle Gaines
- Lucas Elliot Eberl (V.F. : Adrien Larmande) : Will
- Matt Socia (V.F. : Jean-Baptiste Marcenac) : Albert Fuentes
- Morgana Shaw : Rona
- Paul Vincent Blue : Carl
- Kenzie Pallone : Emma Fuentes
- Parker Niksich : Billy Fuentes